# Кобаяси Мару

TTX корабля «Кобаяси Мару», представленные в фильме «Звёздный путь 2: Гнев Хана»:
Классификация: транспорт III класса по перевозке нейтронного топлива
Приписан: Амбер, Тау Кита IV
Владелец: Кодзиро Ванс
Экипаж: 81
Пассажиры: 300
Собственный вес: 147,943 тонн
Грузоподъёмность: 97,000 тонн
Длина: 237 м
Ширина: 111 м
Высота: 70 м
Максимальная крейсерская скорость: варп-3
Максимальная аварийная скорость: варп-6

Кобаяси Мару (англ. Kobayashi Maru) — вымышленный тест во вселенной «Звёздного пути», моделирующий ситуацию с заведомо проигрышным сценарием и предназначенный для проверки характеров курсантов Академии Звёздного флота.
По сюжету «Кобаяси Мару» является условным повреждённым гражданским судном, находящимся в нейтральной космической зоне расы клингонов, с которыми у людей идёт длительное противостояние. Тестируемый курсант должен решить, следует ли попытаться спасти пассажиров «Кобаяси Мару», нарушив нейтралитет с клингонами и спровоцировав их на военные действия, или же предоставить гражданскому кораблю погибать, но предотвратить войну.
Название теста используется как нарицательное для безвыходных ситуаций. Встречается также цитирование фразы Джеймса Кирка, единственного курсанта, прошедшего тест и заявившего: «Я не верю в безвыигрышный сценарий» (англ. I don’t believe in the no-win scenario). Так, один из британских бизнес-аналитиков объяснял стратегию, основанную на самостоятельном переопределении рыночных правил, на примере «Кобаяси Мару», а профессор информатики Рэнди Пауш, заболевший раком (и впоследствии умерший от него), заявил, что в детстве он мечтал быть капитаном Кирком, и после этого получил фотографию актёра, игравшего его роль, с надписью «I don’t believe in the no-win scenario».

## Описание
Тестируемый курсант выступает в качестве капитана звездолёта. Он получает сигнал бедствия от перевозящего топливо судна «Кобаяси Мару», корабля III класса под командованием Кодзиро Ванса. Выясняется, что «Кобаяси Мару» наткнулся на гравитационную мину в Клингонской Нейтральной Зоне, и взрыв разрушил систему жизнеобеспечения корабля. Никаких других судов поблизости нет, поэтому курсант сталкивается с дилеммой: следует ли попытаться спасти экипаж «Кобаяси Мару» и пассажиров, вступив в нейтральную зону и тем самым потенциально провоцируя клингонов на враждебные действия; или же оставить «Кобаяси Мару» на произвол судьбы, предотвращая войну, но обрекая экипаж и пассажиров на смерть в разрушенном корабле.
Если курсант хочет спасти «Кобаяси Мару», сценарий разворачивается следующим образом: звездолёт входит в Клингонскую Нейтральную Зону, после чего связист теряет связь с «Кобаяси Мару», потому что клингоны перехватывают сигнал, не отвечают на попытки связаться с ними и открывают огонь. Бой с клингонами оканчивается заведомым поражением, так как компьютер не запрограммирован на победу курсанта. Целью теста является не победа, а проверка действий и характеров курсантов в заведомо проигрышной ситуации и демонстрация того, что они имеют дело со смертью так же часто, как и с жизнью.

## Тест во вселенной «Звёздного пути»
Впервые тест «Кобаяси Мару» был представлен в фильме «Звёздный путь 2: Гнев Хана», где его проходила лейтенант Саавик. Решив спасти «Кобаяси Мару», она вошла в нейтральную зону, однако появившиеся клингонские звездолёты помешали ей осуществить спасательную операцию и заставили отступить. Огонь клингонов нанёс кораблю Саавик критические повреждения, убив большую часть офицеров на борту. Позже выяснилось, что Кирк также проходил этот тест, причём делал это три раза, и в конце концов сумел «выиграть», перепрограммировав компьютер и удостоившись похвалы от инструкторов за «оригинальное мышление».
Фильм «Звёздный путь» (2009) показывает, как Кирк прошел тест. В результате вмешательства в программу теста, предположительно при помощи вируса, клингонские щиты в симуляции оказались опущены, что позволило Кирку легко уничтожить три клингонских звездолёта и начать эвакуацию «Кобаяси Мару». За это он подвергся сильной критике со стороны руководства академии.
Различные версии прохождения теста описаны в нескольких романах и компьютерных играх, относящихся к вселенной «Звёздного пути». По сюжету серии клингоны проявляют всё меньше враждебности к людям, в конце концов объединяясь с ними против другой расы, ромулан. Это находит отражение в тесте «Кобаяси Мару», где роль врагов всё чаще начинают исполнять ромулане.